# Tongobory
Tongobory est une commune rurale malgache située dans la partie centre-ouest de la région d'Atsimo-Andrefana.

## Géographie
Tongobory se situe sur les bords du fleuve Onilahy et à 65 km d'Andranovory.